# Yivli Minaret
A Yivli minaret-mecset (törökül: Yivli Minare Camii ) egy történelmi mecset Kaleiçiben, Antalya óvárosának központjában. A Cumhuriyet utca mentén, a Kalekapısı tér közelében található, és a város egyik legfontosabb nevezetessége. A kék csempékkel díszített, bordázott tégla minaret Antalya széles körben elismert szimbólumává vált.

## Története
Az első, 1230-ból származó épületet Mehmet Bej lerombolta, majd 1373-ban újjáépítette. A hatkupolás mecset Anatólia egyik legrégebbi példája a többkupolás épületeknek.
Az épület jelenleg az Antalya Néprajzi Múzeum tulajdonában van, amelynek gyűjteményében ruházati cikkek, konyhai eszközök, hímzések, kárpitok és szövőszékek találhatók. 1974 óta látogatható a nagyközönség számára.

## Képgaléria

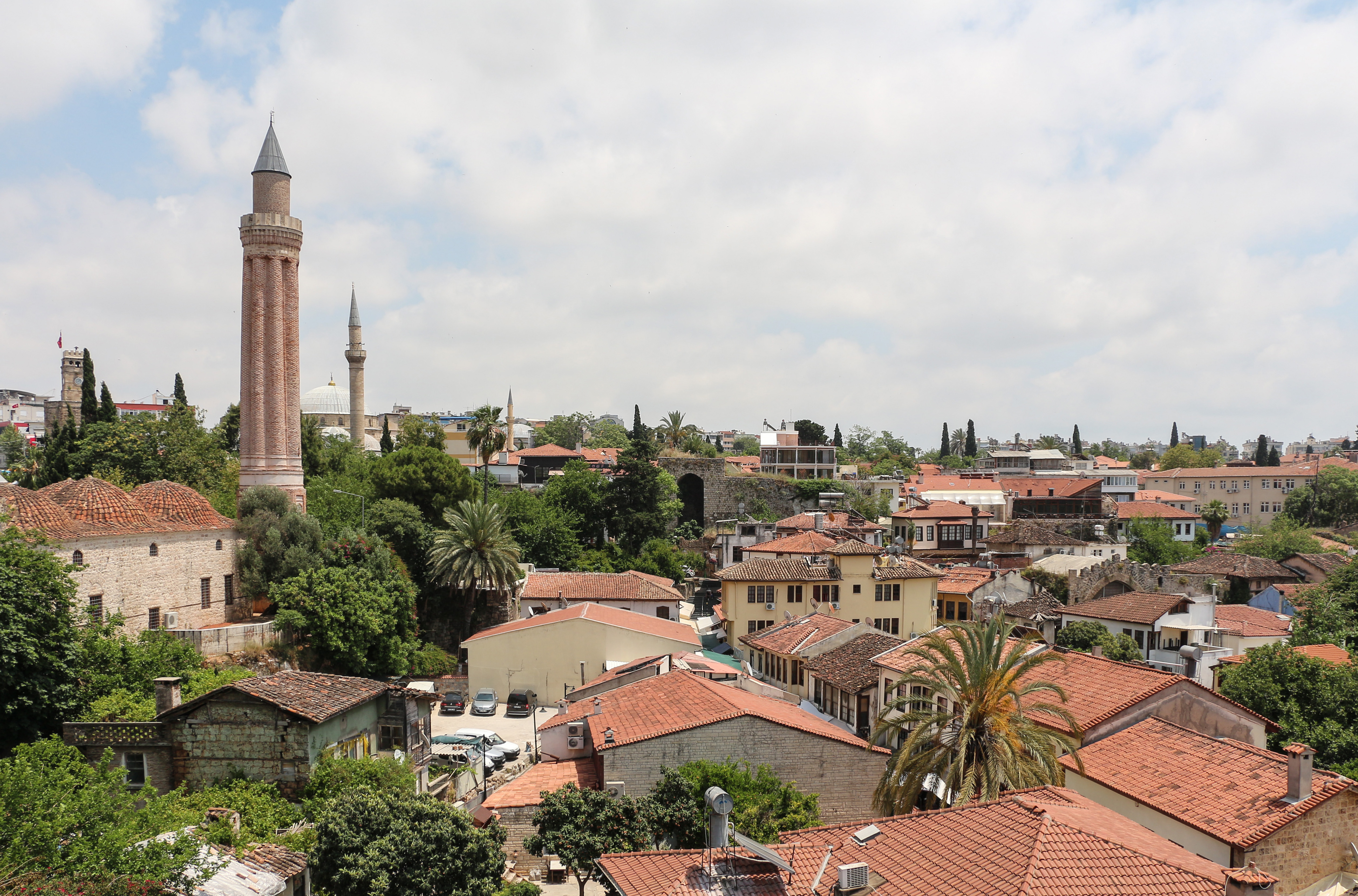
A mecset és a város
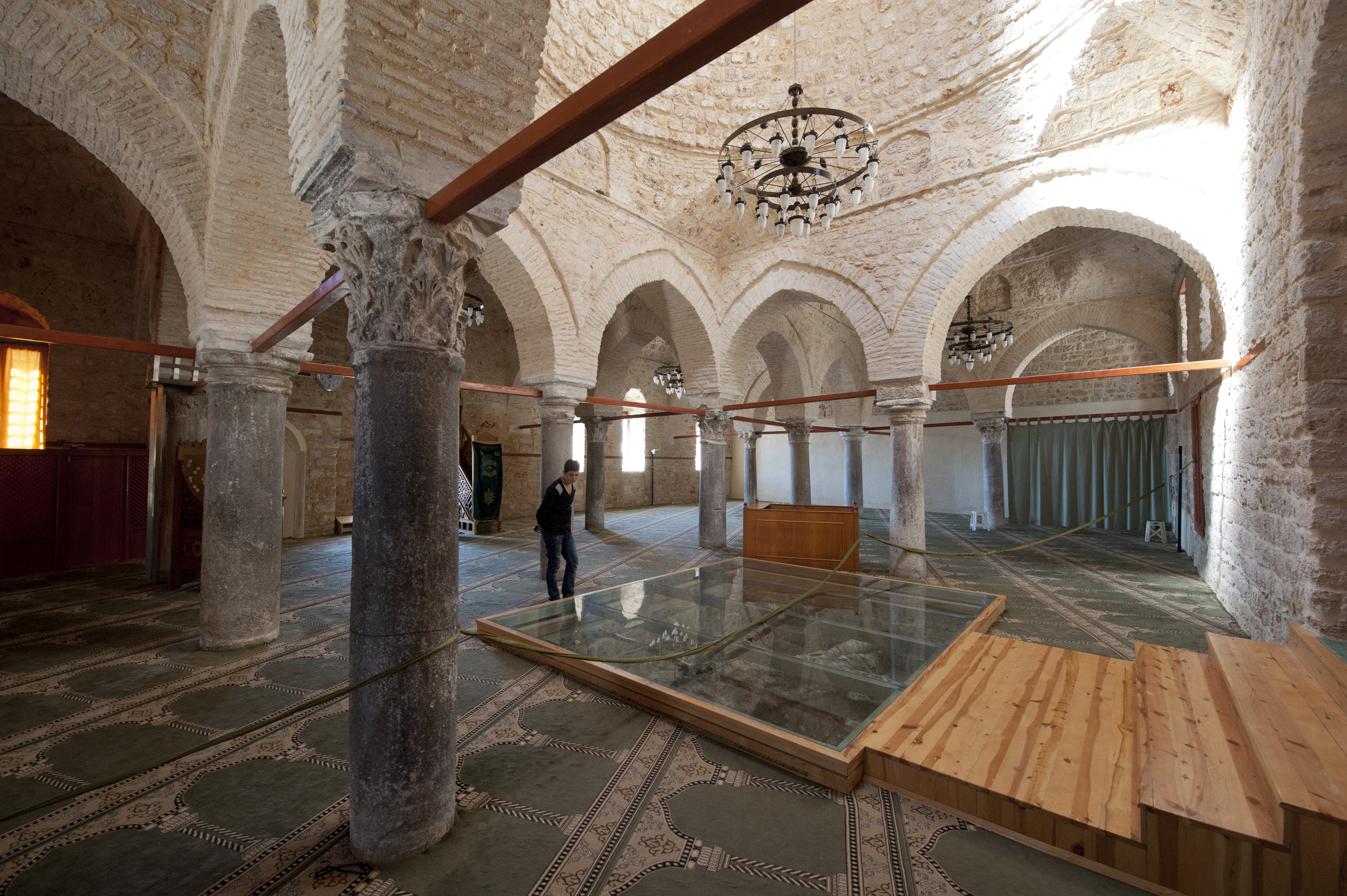
A mecset belseje
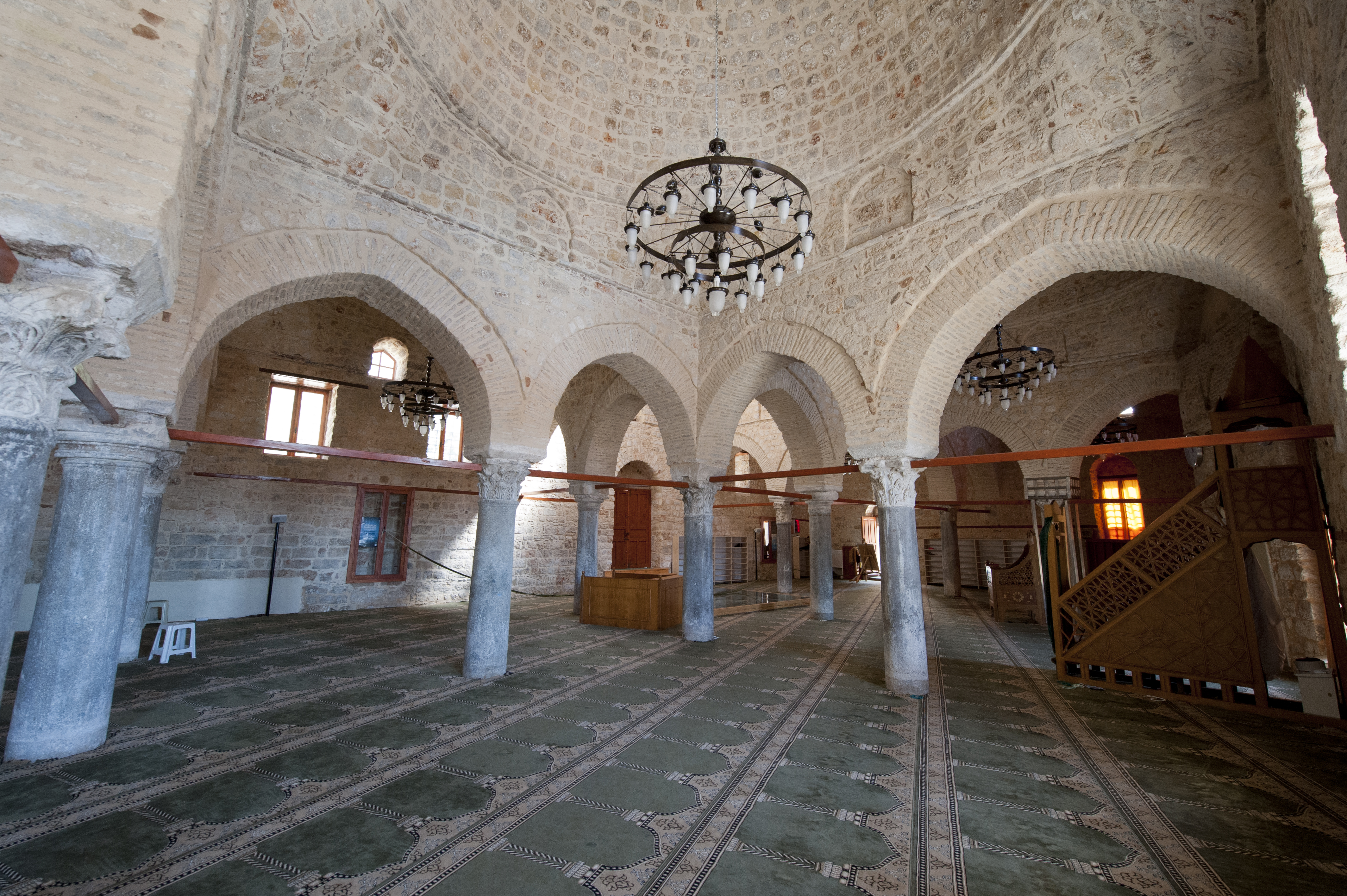
A mecset belseje: az imaterem
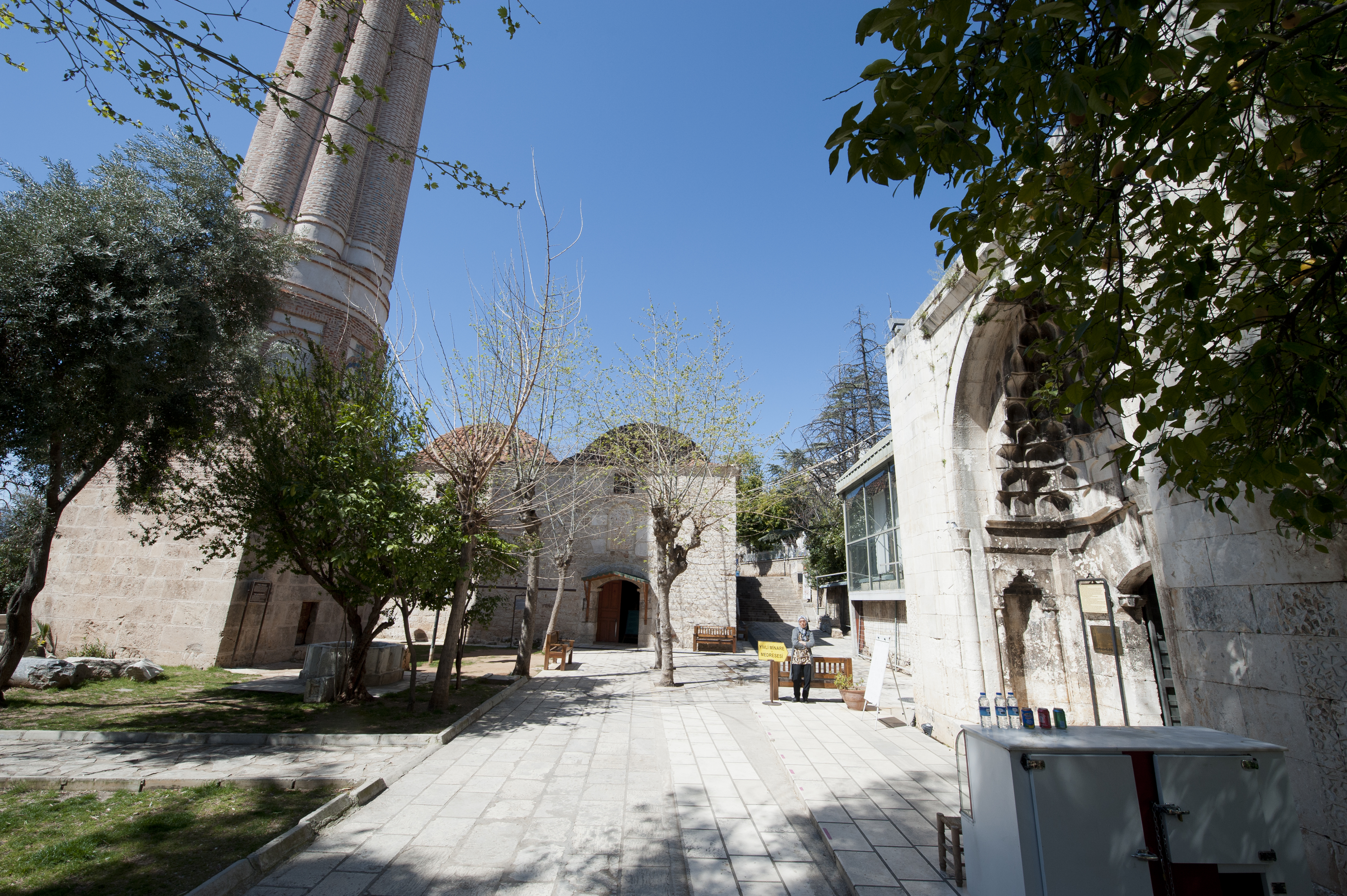
A komplexum kertje
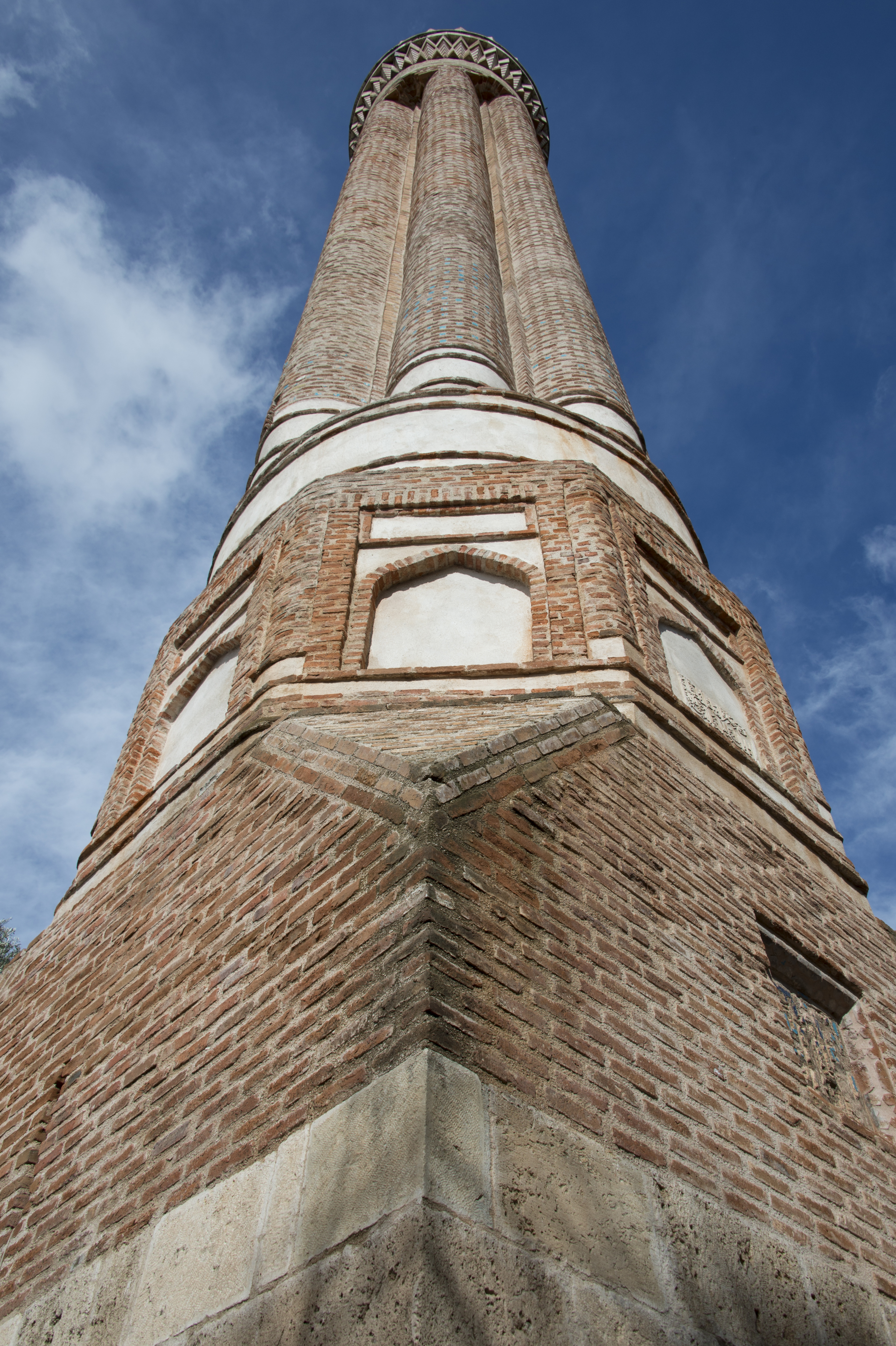
A minaret